# Chacophrys pierottii
Genre
Espèce
Synonymes
- Ceratophrys pierottii Vellard, 1948

Statut de conservation UICN

 LC  : Préoccupation mineure
Chacophrys pierottii, unique représentant du genre Chacophrys, est une espèce d'amphibiens de la famille des Ceratophryidae.

## Répartition
Cette espèce se rencontre dans le Gran Chaco entre 70 et 200 m d'altitude, :
- en Argentine dans les provinces de Chaco, Formosa, Salta, Tucumán, Santiago del Estero, Catamarca, Córdoba, La Rioja et San Luis ;
- en Bolivie dans les départements de Tarija, Chuquisaca et Santa Cruz ;
- au Paraguay dans les Départements de Boquerón, Alto Paraguay et Presidente Hayes.

## Étymologie
Cette espèce est nommée en l'honneur de Serafin Angel Pierotti.

## Publications originales
- Vellard, 1948 : Batracios del Chaco argentino. Acta zoológica lilloana, vol. 5, p. 137-174.
- Reig & Limeses, 1963 : Un nuevo género de anuros ceratofrínidos del distrito chaqueño. Physis, vol. 24, p. 113–128.